# Holger Nielsens kunstige aandedræt
|  | Denne artikel er oprettet af botten Steenthbot ud fra en ekstern database. Den kan derfor have sproglige fejl eller mangler. Denne skabelon kan fjernes efter kontrol af indholdet. |

Holger Nielsens kunstige aandedræt er en dansk dokumentarfilm fra 1954.

## Handling
Grundig instruktion i kunstigt åndedræt efter Holger Nielsen-metoden.